# Johann Gottlob Schwabe

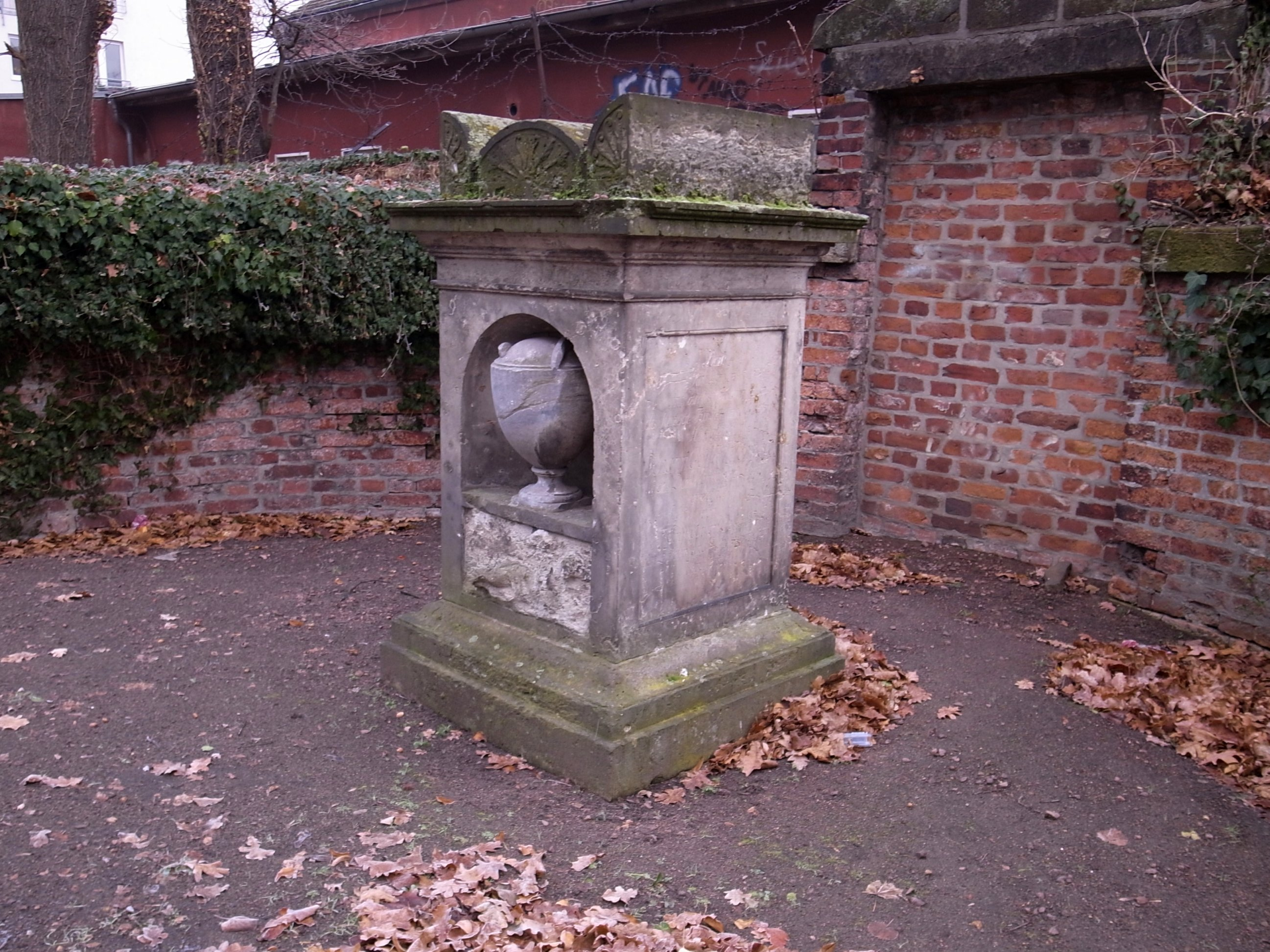
Ruhestätte Johann Gottlob Schwabe

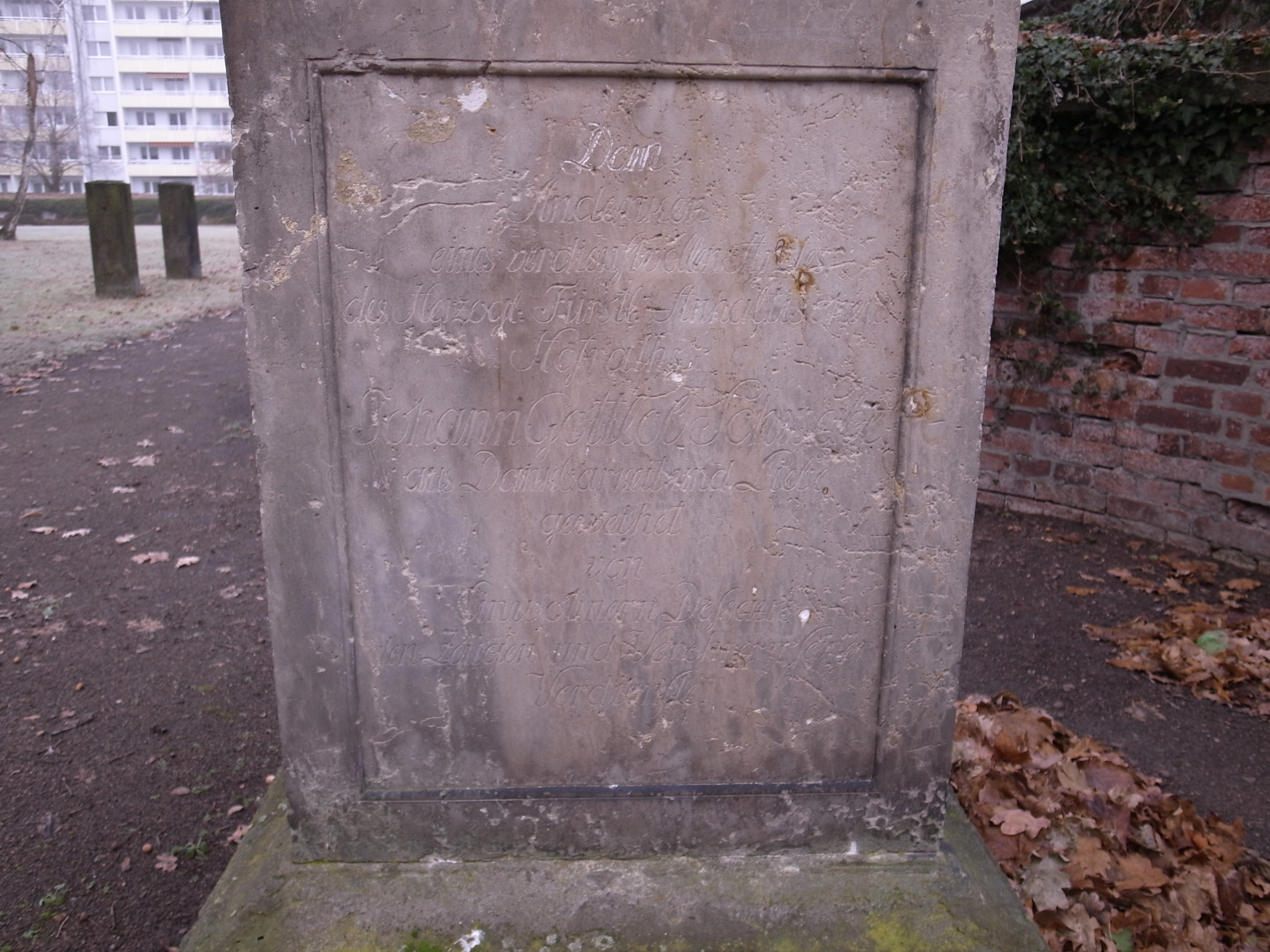
Inschrift auf dem Grabstein Südseite

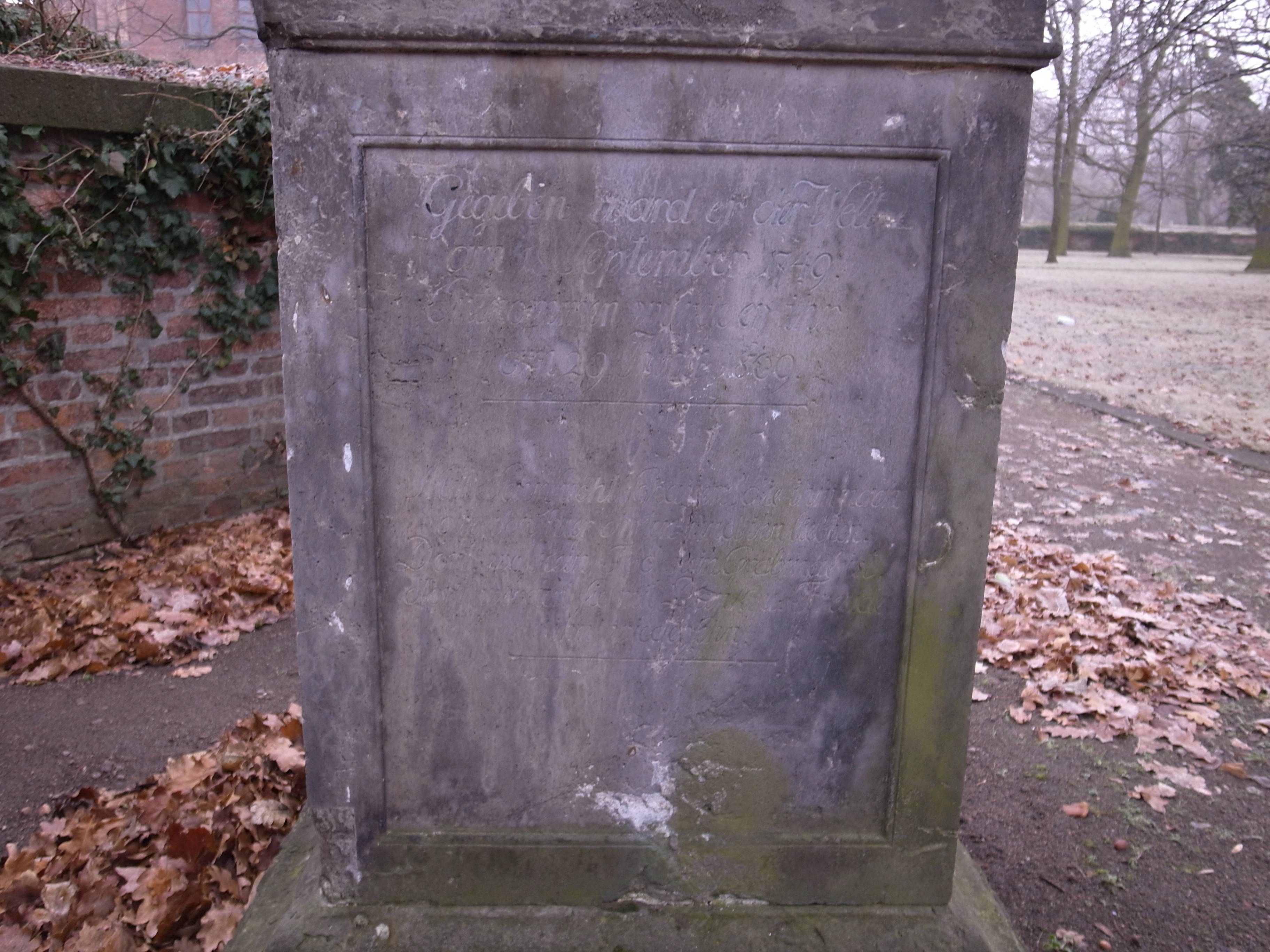
Inschrift auf dem Grabstein Nordseite

Johann Gottlob Schwabe (* 18. September 1749; † 29. Juni 1809 in Dessau) war ein deutscher Arzt, Herzoglich Fürstlich Anhaltischer Hofrat und Hofchirurg.
Er war Vater des Astronomen Samuel Heinrich Schwabe (1789–1875). Nach dem Besuch der Dessauer Lateinschule konnte er sich infolge finanzieller Unterstützung durch den Landesherrn, Fürst Franz Leopold III. von Anhalt-Dessau, dem Studium der Medizin zuwenden. Das geschah erfolgreich, sodass er Arzt wurde und auch in verschiedenen Kommissionen vertreten war, was für eine bedeutsame Reputation spricht. Er als Sohn des Oranienbaumer Chirurgen wurde schließlich anhalt-dessauischer Hofchirurg.
Sein Grab befindet sich auf dem Neuen Begräbnisplatz Dessau.
Hinweis: Er ist nicht zu verwechseln mit Johann Gottlob Samuel Schwabe!